# Élections législatives de 1962 dans l'Allier
Les élections législatives françaises de 1962 se déroulent les 18 et 25 novembre 1962. Dans le département de l'Allier, quatre députés sont à élire dans le cadre de quatre circonscriptions.

## Élus
| Circonscription | Député sortant   | Parti | Parti | Député élu ou réélu | Parti | Parti |
| --------------- | ---------------- | ----- | ----- | ------------------- | ----- | ----- |
| 1re             | Paul Maridet     |       | UNR   | Marcel Guyot        |       | PCF   |
| 2e              | Pierre Bourgeois |       | SFIO  | Jean Nègre          |       | SFIO  |
| 3e              | Pierre Villon    |       | PCF   | Charles Magne       |       | SFIO  |
| 4e              | Pierre Coulon    |       | CNIP  | Gabriel Péronnet    |       | Rad   |

## Résultats

### Résultats à l'échelle du département
| Parti          | Parti                                          | Premier tour | Premier tour | Second tour | Second tour | Sièges |
| Parti          | Parti                                          | Voix         | %            | Voix        | %           | Sièges |
| -------------- | ---------------------------------------------- | ------------ | ------------ | ----------- | ----------- | ------ |
|                | Union pour la nouvelle République (UDT)        | 29 787       | 18,94        | 25 862      | 15,69       | 0      |
|                | Républicains indépendants                      | 7 203        | 4,58         | 9 623       | 5,84        | 0      |
|                | Majorité présidentielle                        | 36 990       | 23,53        | 35 485      | 21,53       | 0      |
|                |                                                |              |              |             |             |        |
|                | Centre national des indépendants et paysans    | 17 880       | 11,37        | 18 853      | 11,44       | 0      |
|                | Mouvement républicain populaire                | 1 436        | 0,91         |             |             | 0      |
|                | Centre démocratique                            | 19 316       | 12,29        | 18 853      | 11,44       | 0      |
|                |                                                |              |              |             |             |        |
|                | Parti communiste français                      | 46 066       | 29,30        | 32 876      | 19,94       | 1      |
|                | Section française de l'Internationale ouvrière | 37 344       | 23,75        | 49 731      | 30,17       | 2      |
|                | Radicaux centristes                            | 17 515       | 11,14        | 27 909      | 16,93       | 1      |
|                |                                                |              |              |             |             |        |
| Inscrits       | Inscrits                                       | 243 008      | 100,00       | 243 074     | 100,00      | 4      |
| Abstentions    | Abstentions                                    | 82 437       | 33,92        | 72 540      | 29,84       |        |
| Votants        | Votants                                        | 160 571      | 66,08        | 170 534     | 70,16       |        |
| Blancs et nuls | Blancs et nuls                                 | 3 340        | 2,08         | 5 680       | 3,33        |        |
| Exprimés       | Exprimés                                       | 157 231      | 97,92        | 164 854     | 96,67       |        |

### Résultats par circonscription

#### Première circonscription (Moulins)
| Candidat       | Candidat             | Parti          | Premier tour | Premier tour | Second tour | Second tour |  |
| Candidat       | Candidat             | Parti          | Voix         | %            | Voix        | %           |  |
| -------------- | -------------------- | -------------- | ------------ | ------------ | ----------- | ----------- |  |
|                | Marcel Guyot élu     | PCF            | 9 192        | 27,75        | 14 700      | 39,57       |  |
|                | Paul Maridet sortant | UNR-UDT        | 8 062        | 24,34        | 12 831      | 34,53       |  |
|                | Jacques Pligot       | RI             | 7 203        | 21,75        | 9 623       | 25,9        |  |
|                | Robert Marjolin      | SFIO           | 5 292        | 15,98        | Retrait     | Retrait     |  |
|                | Pierre Ferrière      | Radcent        | 1 937        | 5,85         | Retrait     | Retrait     |  |
|                | René Boyer           | MRP            | 1 436        | 4,34         |             |             |  |
|                |                      |                |              |              |             |             |  |
| Inscrits       | Inscrits             | Inscrits       | 55 785       | 100,00       | 55 761      | 100,00      |  |
| Abstentions    | Abstentions          | Abstentions    | 21 798       | 39,08        | 17 831      | 31,98       |  |
| Votants        | Votants              | Votants        | 33 987       | 60,92        | 37 930      | 68,02       |  |
| Blancs et nuls | Blancs et nuls       | Blancs et nuls | 865          | 2,55         | 776         | 2,05        |  |
| Exprimés       | Exprimés             | Exprimés       | 33 122       | 97,45        | 37 154      | 97,95       |  |

#### Deuxième circonscription (Montluçon)
| Candidat       | Candidat                 | Parti          | Premier tour | Premier tour | Second tour | Second tour |  |
| Candidat       | Candidat                 | Parti          | Voix         | %            | Voix        | %           |  |
| -------------- | ------------------------ | -------------- | ------------ | ------------ | ----------- | ----------- |  |
|                | Jean Nègre élu           | SFIO           | 16 377       | 38,29        | 28 961      | 72,93       |  |
|                | Henri Védrines           | PCF            | 15 193       | 35,52        | Retrait     | Retrait     |  |
|                | Marcel Soroguère         | UNR-UDT        | 8 876        | 20,75        | 10 748      | 27,07       |  |
|                | Pierre Bourgeois sortant | diss. SFIO     | 2 323        | 5,43         | Retrait     | Retrait     |  |
|                |                          |                |              |              |             |             |  |
| Inscrits       | Inscrits                 | Inscrits       | 62 250       | 100,00       | 62 241      | 100,00      |  |
| Abstentions    | Abstentions              | Abstentions    | 18 506       | 29,73        | 20 248      | 32,53       |  |
| Votants        | Votants                  | Votants        | 43 744       | 70,27        | 41 993      | 67,47       |  |
| Blancs et nuls | Blancs et nuls           | Blancs et nuls | 975          | 2,23         | 2 284       | 5,44        |  |
| Exprimés       | Exprimés                 | Exprimés       | 42 769       | 97,77        | 39 709      | 94,56       |  |

#### Troisième circonscription (Gannat)
| Candidat       | Candidat                                    | Parti          | Premier tour | Premier tour | Second tour | Second tour |  |
| Candidat       | Candidat                                    | Parti          | Voix         | %            | Voix        | %           |  |
| -------------- | ------------------------------------------- | -------------- | ------------ | ------------ | ----------- | ----------- |  |
|                | Roger Ginsburger, dit Pierre Villon sortant | PCF            | 14 879       | 38,93        | 18 176      | 44,09       |  |
|                | Charles Magne élu                           | SFIO           | 9 109        | 23,84        | 20 770      | 50,38       |  |
|                | Daniel Poliak                               | UNR-UDT        | 6 874        | 17,99        | 2 283       | 5,54        |  |
|                | Louis Dumas                                 | CNIP           | 5 227        | 13,68        | Retrait     | Retrait     |  |
|                | Édouard Kuntz                               | Radcent        | 2 126        | 5,56         | Retrait     | Retrait     |  |
|                |                                             |                |              |              |             |             |  |
| Inscrits       | Inscrits                                    | Inscrits       | 59 031       | 100,00       | 59 131      | 100,00      |  |
| Abstentions    | Abstentions                                 | Abstentions    | 20 018       | 33,91        | 16 612      | 28,09       |  |
| Votants        | Votants                                     | Votants        | 39 013       | 66,09        | 42 519      | 71,91       |  |
| Blancs et nuls | Blancs et nuls                              | Blancs et nuls | 798          | 2,05         | 1 290       | 3,03        |  |
| Exprimés       | Exprimés                                    | Exprimés       | 38 215       | 97,95        | 41 229      | 96,97       |  |

#### Quatrième circonscription (Vichy)
| Candidat       | Candidat              | Parti          | Premier tour | Premier tour | Second tour | Second tour |  |
| Candidat       | Candidat              | Parti          | Voix         | %            | Voix        | %           |  |
| -------------- | --------------------- | -------------- | ------------ | ------------ | ----------- | ----------- |  |
|                | Gabriel Péronnet élu  | Radcent        | 13 452       | 31,19        | 27 909      | 59,68       |  |
|                | Pierre Coulon sortant | CNIP           | 12 653       | 29,34        | 18 853      | 40,32       |  |
|                | Théodore Mallet       | PCF            | 6 802        | 15,77        | Retrait     | Retrait     |  |
|                | Serge Letort          | UNR-UDT        | 5 975        | 13,86        | Retrait     | Retrait     |  |
|                | Antonin Besson        | SFIO           | 4 243        | 9,84         | Retrait     | Retrait     |  |
|                |                       |                |              |              |             |             |  |
| Inscrits       | Inscrits              | Inscrits       | 65 942       | 100,00       | 65 941      | 100,00      |  |
| Abstentions    | Abstentions           | Abstentions    | 22 115       | 33,54        | 17 849      | 27,07       |  |
| Votants        | Votants               | Votants        | 43 827       | 66,46        | 48 092      | 72,93       |  |
| Blancs et nuls | Blancs et nuls        | Blancs et nuls | 702          | 1,6          | 1 330       | 2,77        |  |
| Exprimés       | Exprimés              | Exprimés       | 43 125       | 98,4         | 46 762      | 97,23       |  |